# Bernardino Lopes
Bernardino da Costa Lopes (Rio Bonito, 15 de Janeiro de 1859 — Rio de Janeiro, 18 de Setembro de 1916) foi um poeta brasileiro de diferentes tendências literárias na passagem do século XIX ao XX.

## Biografia
Filho de Antônio da Costa Lopes, escrivão de cartórios de registro civil, Bernardino Lopes fez concurso para os correios em 1876, sendo nomeado posteriormente e fazendo deste o seu emprego durante sua vida. O poeta mulato B. Lopes nasceu antes do fim da escravidão, mas como filho de pais livres e membros da classe média pobre: o pai, Antônio, escrivão, e a mãe, Mariana, costureira, obteve aceitação literária na sociedade devido principalmente a sua poesia.
B. Lopes foi um dos fundadores da Folha Popular (1891), onde foi lançado o primeiro manifesto do Simbolismo no Brasil. Chegou a gozar de certo prestígio na época, inclusive a prefaciar o primeiro livro de versos (Anforas) de Jonas da Silva (1880-1947) e teve epígonos que o imitaram, influenciados principalmente através de volume Cromos em várias partes do país.
B. Lopes era amigo pessoal de Olavo Bilac e se encontravam na casa da Princesa Isabel onde conheceu Cleta.
Casou-se jovem com Cleta Vitória de Macedo de quem houve cinco filhos, todos homens. Em 1905, depois de publicar Plumário deixa de produzir versos. Onze anos depois (1916), morre de tuberculose, agravada pelo vício no alcoolismo.

## Análise Literária da Obra
Membro da boemia intelectual, sua poesia possui filiação entre o extremo fim do Romantismo, com influências mais evidentes no Parnasianismo e no Simbolismo. Desta primeira etapa, vista ainda com reminiscências românticas e sobretudo parnasianas, é Cromos (1881), com o qual obteve reconhecimento relativo e crescente na década de 80 do século XIX. Seus cromos representam, conforme Alfredo Bosi, "uma linha rara entre nós: a poesia das coisas domésticas, os ritmos do cotidiano". Foi através de Cromos, reeditada e aumentada em 1896, que a poesia de B. Lopes alcançou maior êxito entre todas as suas publicações posteriores, talvez igualada por Sinhá Flor (1899) e Val de Lírios (1900).
Em 1890, Cruz e Sousa chegou ao Rio de Janeiro: ele, B. Lopes, Emiliano Perneta e Oscar Rosas formaram o primeiro grupo de simbolistas brasileiros. Desse novo período, embora não totalmente imerso na estética do Simbolismo, fazem parte Brasões (1895), Sinhá Flor (1899), Val de Lírios (1900), Helenos (1901) e Plumário (1905). Sua fase no Simbolismo foi paralela a fase parnasiana, devido a enorme pressão literária e social que esta última corrente exercia na literatura brasileira naquele período.
Mais tarde, após seu falecimento, Manuel Bandeira o insere na Antologia dos Poetas Brasileiros da Fase Parnasiana (1937), incluindo como parnasiano e referindo-se que as marcas simbolistas presentes da poesia de B. Lopes eram superficiais. Porém, observa-se que as influências simbolistas, principalmente advindas de Cruz e Sousa, seu amigo, são também marcantes em Brasões, parte de Sinhá Flor e Helenos. Por fim, em 1945, reúne-se todas as obras do poeta em dois volumes, editadas pela Editora Zélio Valverde.
Outra característica do poeta fluminense observada a partir de Brasões é o descritivismo da aristocracia local da época, fator considerado pela crítica como de menor importância de sua poética, porém vista pelo sociólogo e professor francês Roger Bastide como a forma que o poeta, de origem pobre e de cor poder ser aceito na sociedade.
A hibridez de sua poesia, de marcas em reminiscências românticas, parnasianas e simbolistas, continua a merecer novos leitores, apesar da ausência, lamentavelmente, de novas edições.

## Obras
- Cromos (1881) – 2ª Edição 1896
- Pizzicatos - "Comédia Elegante" (1886)
- Brasões (1895)
- Sinhá Flor (1899)
- Val de Lírios (1900)
- Helenos (1901)
- Plumário (1905)
- Poesias Completas (1945)
- Coleção Nossos Clássicos, Nº 63 (poesia), sob a organização de José Cândido de Andrade Muricy, Editora AGIR, 1962.

Este soneto, em domínio público, é exemplo da poética do autor:
"Praia"
Pitangueiras, arriando carregadas
- Esmeralda e rubim que a luz feria
Cintilavam, em pleno meio-dia,
Na argêntea praia de um fulgor de espadas.
Sob o largo frondal eram risadas
Toda uma festa, um chalro, a vozeria
De um rancho alegre e simples que colhia:
Moças - frutas; e moços - namoradas.
Em cima outra aluvião, por todo o mangue
De sanhaços, saís e tiés-sangue,
Policromia musical da mata.
E através da folhagem miúda e cheia
Bordava o sol, ao pino, sobre a areia,
Um crivo de oiro num cendal de prata!